# Mariana (romanzo)
(Passo tratto da Lettere di una monaca portoghese, con cui si apre il romanzo)
Mariana è un romanzo del 2021 dello scrittore statunitense André Aciman.
È stato tradotto in italiano nel 2021 per Guanda. Per la trama, André Aciman si è ispirato a Lettere di una monaca portoghese, il libro sulla passione amorosa pubblicato sotto pseudonimo, che nel 1669 fece scandalo, ma segnò anche una vera svolta letteraria. Infatti del romanzo epistolare è presente una citazione a inizio libro.

## Trama
Mariana è una giovane americana arrivata da poco in Italia per trascorrere alcuni mesi di studio in un'accademia artistica. Una sera, durante la "festa di benvenuto" per i nuovi studenti, la ragazza conosce Itamar, pittore bello e carismatico, nonché un incallito donnaiolo; pur sapendo bene che una relazione così è destinata a non durare, Mariana subito se ne innamora. Il loro si presenta subito come un rapporto passionale e focoso, ma già dopo poco tempo Itamar inizia a sparire la sera per poi tornare sempre preavviso a orari completamente illogici e sfasati. Mariana allora, per ripicca, si dimostra sempre più distaccata, fino a che ritorna a casa sua, perché Dopo l'amore, si è sempre soli. Dopo diversi giorni, però, un nuovo e totalmente inaspettato incontro con Itamar, in pubblico, la fa nuovamente vacillare.

## Edizioni
- André Aciman, Mariana, collana Narratori della Fenice, traduzione di Valeria Bastia, Guanda, 2021, ISBN 978-88-235-2853-6.